# Hotels.com
Hotels.com è un sito web in cui è possibile prenotare camere di hotel, sia online che per telefono. L'azienda conta 85 siti web in 34 lingue e racchiude oltre 240.000 hotel in circa 19.000 località. Il suo inventario comprende hotel, bed & breakfast, residenze e altri tipi di alloggi ad uso commerciale. Hotels.com è stato fondato nel 1991 come Hotel Reservations Network (HRN). Nel 2001 è diventato parte del gruppo Expedia è nel 2002 ha cambiato il proprio nome in Hotels.com. Hotels.com è gestito dalla Hotels.com LP, una società di capitali a responsabilità limitata ubicata a Dallas, Texas, negli Stati Uniti.
L'azienda ha ricevuto alcune contestazioni per la pratica di richiedere una pre-autorizzazione sulle carte di credito usate per prenotare gli hotel, costringendo poi il cliente a richiedere un rimborso in caso di cancellazione della prenotazione, pratica che attualmente non viene più applicata.

## Storia
Hotels.com è stato fondato negli Stati Uniti nel 1991 da David Litman e Robert Deiner come Hotel Reservations Network (HRN), un servizio di prenotazioni hotel attraverso un numero verde. Nel 2001, l'azienda è stata acquisita da USA Networks Inc (USAI), che era già entrata in possesso anche di una quota di maggioranza di Expedia, il sito di prenotazioni di viaggi online.
Nel 2002 HRN ha cambiato il proprio nome in Hotels.com e ha lanciato il marchio offline 1-800-2-Hotels, oltre a mantenere la prenotazione di hotel online. A seguire, una rapida espansione a livello internazionale ha visto l'aggiunta di 29 siti nei successivi due anni. Nel 2003, USAI è stata rinominata InterActiveCorp (IAC). Nel 2005 IAC ha riunito la sezione relativa ai viaggio sotto il nome di Expedia Inc.  Hotels.com è diventata quindi un'azienda operante all'interno di Expedia Inc., oggi il più grande operatore di viaggi online al mondo.
L'espansione a livello internazionale a partire dal 2002 ha visto coinvolti siti per l'America del Nord, centrale e del Sud, Europa, Giappone, Cina, bacino del Pacifico, Medio Oriente e Sudafrica. I siti web per l'Indonesia e il Vietnam sono stati lanciati nel 2011. I clienti possono prenotare online da qualsiasi provenienza o, in alternativa, possono telefonare ai call center multilingua. Le telefonate possono essere gratuite o comportare un costo, a seconda del paese da cui chiama l'utente.
Nel 2011, Hotels.com ha lanciato un'applicazione iPad ed eseguito l'aggiornamento dei suoi prodotti per dispositivi mobili anche per iPhone e Android.

### Violazione dei diritti delle persone con disabilità negli Stati Uniti
Nel maggio del 2007, Hotels.com è stato coinvolto in un'azione legale collettiva (Smith v. Hotels.com L.P., California Superior Court, Alameda County, Case No. RG07327029) con l'accusa di “continua discriminazione contro le persone con disabilità che desiderano accedere ai servizi di Hotels.com per prenotare delle camere di hotel ma ne risultano impossibilitate.”  L'azienda ha negato l'accusa e si è opposta all'azione collettiva, ma è stata ritenuta colpevole di aver infranto la legge della California Unruh Civil Rights Act e per aver violato la Unfair Competition Law. In seguito, Hotels.com ha acconsentito a garantire informazioni sufficienti in merito all'accessibilità degli hotel presenti sul proprio sito web.

## Programma fedeltà
Come per i propri concorrenti, Agoda, Expedia e Orbitz, Hotels.com propone un programma fedeltà.  Il programma consente di ottenere sconti sulla maggior parte, ma non su tutti, degli hotel, indipendentemente dal tipo di hotel o della catena a cui appartiene.  Per ogni 10 pernottamenti in hotel prenotati con Hotels.com, il cliente può ottenere uno sconto sulla prenotazione successiva. Lo riduzione equivale all'importo medio speso per le notti precedenti. Lo sconto non si applica su tasse e commissioni e vengono applicare ulteriori restrizioni. Il programma, chiamato "Welcome Rewards®", è stato lanciato nel 2008 negli Stati Uniti, Canada e gran parte dell'America Latina. Successivamente, nel 2010, è stato esteso al Regno Unito e all'Australia e nel 2011 sono stati aggiunti oltre 40 paesi.

## Hotel Price Index
A partire dal 2004, Hotels.com ha pubblicato una revisione semestrale delle tariffe internazionali delle strutture alberghiere, conosciuta come Hotels.com Hotel Price Index. Lo studio è basato sulle tariffe per camera pagate dai clienti Hotels.com, calcolate come media ponderata sul numero delle camere vendute in ciascuno dei mercati in cui Hotels.com è operativo.  Le informazioni includono variazioni significative di prezzi, confronti tra destinazioni, tipologie di hotel e altre analisi tariffarie basate sui 6 mesi precedenti.  L'Hotel Price Index, pubblicato sia in formato digitale che cartaceo, è rivolto agli operatori del settore, giornalisti e media come parte dell'attività di pubbliche relazioni dell'azienda.